# Mission vers la vallée perdue
Mission vers la vallée perdue est la vingt-troisième histoire de la série Les Aventures de Buck Danny de Jean-Michel Charlier et Victor Hubinon. Elle est publiée pour la première fois dans le journal Spirou du no 1078 au no 1099. Puis est publiée sous forme d'album en 1960.

## Résumé
Buck Danny et ses deux compères Tuckson et Tumbler ont appris qu'un savant allemand, spécialiste des fusées, le professeur von Brantz s'est évadé d'un camp sibérien, où il était retenu prisonnier depuis 1945, sans être identifié par les soviétiques, pour se réfugier en Occident. Cependant, il est capturé par des moines tibétains qui lui reprochent de violer le domaine des dieux en lançant des fusées dans l'espace.
Le gouvernement américain décide d'envoyer les trois pilotes chevronnés pour retrouver le lieu de détention du savant et le ramener aux États-Unis. Pour cela, ils utilisent la couverture d'une compagnie aérienne basée à Darjeeling au pied de l'Himalaya. Là, ils se  pérsentent avec de fausses identités de citoyens australiens et procèdent à des vols d'observation clandestins au-dessus du Tibet. Mais le trio est victime d'une tentative de meurtre par incendie de leur bungalow, et on tente de voler leur plan de vol. D'autre part, l'avion de Sonny est poursuivi par un MiG-21 E-4 qui lui tire dessus. C'est qu'une organisation basée au Sin-Kiang, dirigée par un certain colonel Stölz, est elle aussi à la recherche du professeur von Brantz. Elle est probablement soviétique, car c'est un Antonov-2 qui dépose les hommes chargés d'enlever le professeur.
Après plusieurs péripéties, les trois Américains, capturés par les Tibétains et sauvés de justesse d'un supplice affreux, libèrent le futur Dalaï Lama, jeune garçon de 12 ans, que leurs concurrents avaient pris comme otage, pour garantir leur fuite avec von Brantz. Après avoir échangé avec les moines tibétains le Dalaï-Lama contre leur liberté, les trois pilotes s'envolent avec le professeur allemand vers le porte-avions Forrestal qui les attend dans l'océan Indien.

## Personnages
- Buck Danny, commandant de la mission.
- Jerry Tumbler, et Sonny Tuckson, compagnons d'aventure de Buck Danny depuis La Revanche des Fils du Ciel.
- le professeur von Brantz, qui est presque l'homonyme de Wernher von Braun personnage authentique, inventeur des V2 puis père du programme Apollo après sa récupération par les Américains.
- Rhama-Sing, employé népalais, qui essaie de tuer les trois Américains et aveugle Tumbler d'un jet de poivre. Puis il sabote leurs avions et leur radio.
- le Grand Lama, personnage impérieux : il condamne les trois Américains à mourir dans les supplices, mais il est contraint de les épargner pour récupérer le Dalaï Lama.
- le jeune Dalaï Lama, seul personnage authentique de l'histoire.
- le colonel Stölz, chef de l'organisation concurrente des Américains.

## Avions
Beechcraft, Antonov An-2, Ilyouchine 12, Westland Lysander, Mig-21 ou Soukhoï Su-9

## Historique
Cet épisode des aventures de Buck Danny s'inscrit dans le contexte de la Guerre froide : rivalisant pour la course à l'espace, les États-Unis et l'URSS se livrent à la chasse aux savants allemands du IIIe Reich, les Américains menant à bien l'opération Paperclip. Cependant, pour des raisons de prudence et de Détente, Jean-Michel Charlier évite de mentionner explicitement les Soviétiques, contrairement aux premiers albums, comme Les Japs Attaquent, ou Ciel de Corée (longtemps interdit à la vente en France), où les ennemis, Japonais et Nord-Coréens, étaient clairement désignés.